# Dralion

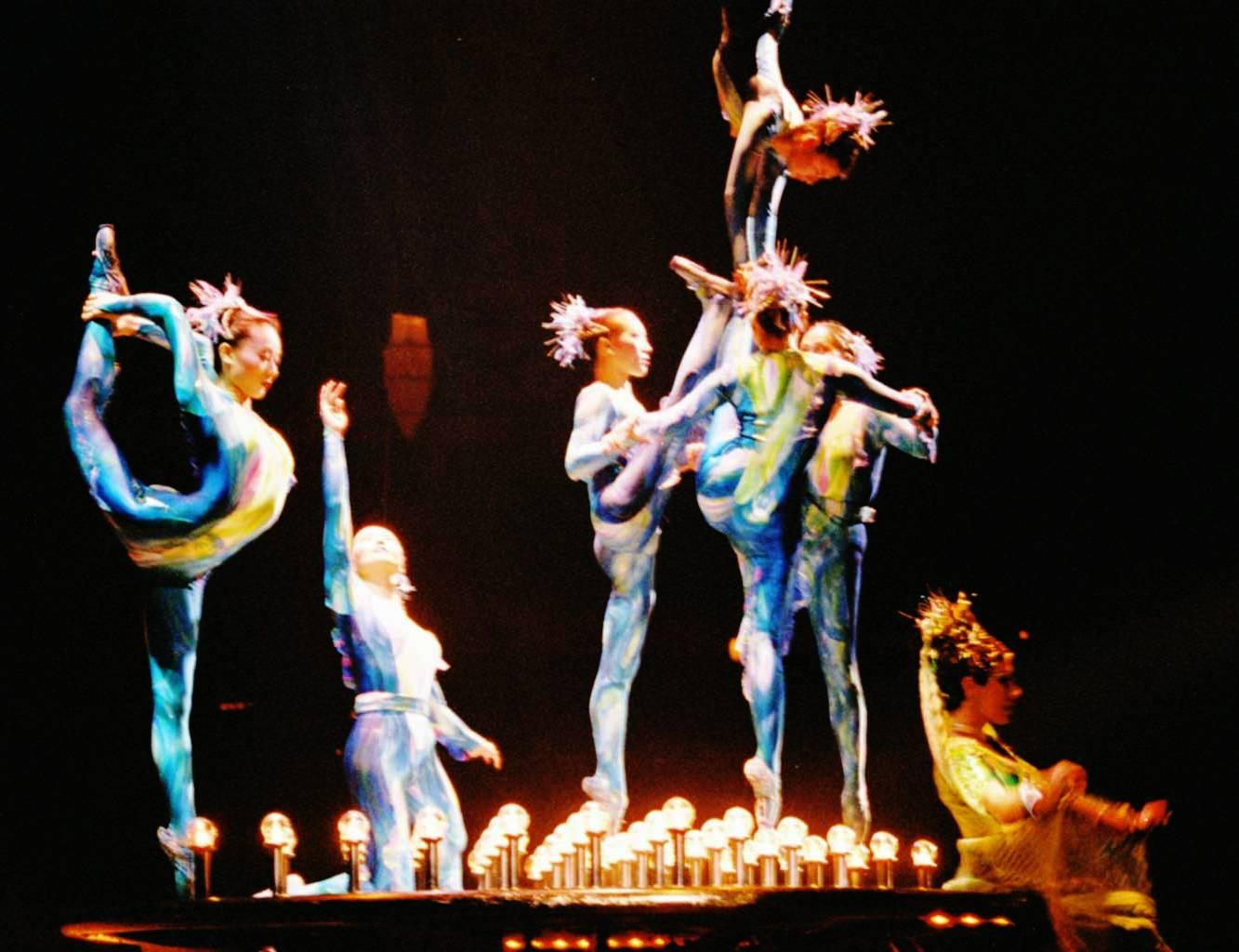
Dralion 2004

 (novembre 2022).
Dralion est un spectacle du Cirque du Soleil dont la première eu lieu à Montréal le 22 avril 1999. Le nom du spectacle évoque la fusion entre l’orient et l’occident : Dragon pour l’orient (dra) et lion pour l’occident. Ce spectacle différent des précédents a été en mis en scène par Guy Caron. Il représente la fusion entre la tradition circassienne chinoise et l’approche moderne du Cirque du Soleil.

## Conception
La première partie de la conception a consisté en un voyage en Asie pour recruter les artistes Chinois dans diverses écoles du pays. Après ce voyage, les artistes chinois sélectionnés furent amenés à Montréal pour la mise en place du spectacle avec les autres artistes de la production. Finalement, après un accueil un peu froid parmi les membres du cirque en raison du changement de style (changement de metteur en scène), Dralion fut très vite un succès pour devenir l’un des spectacles les plus rentables[source secondaire souhaitée].

## Numéros
Dralion est basé sur un squelette acrobatique qui forme la base du spectacle et autour duquel évolue le spectacle.